# Inondazione di Santa Giuliana
L'inondazione di Santa Giuliana (in olandese Julianenflut), avvenuta nel 1164, interessò le zone costiere del Mare del Nord in seguito ad una mareggiata che si abbatté sulla provincia di Groninga, sulla Frisia e tutta la zona tedesca intorno all'estuario dell'Elba. Prende il nome da Santa Giuliana in quanto ebbe inizio il 16 febbraio, giorno della memoria liturgica della santa, e terminò il giorno successivo. Fu il primo, concreto caso di inondazione correttamente tramandato. 
Helmold di Bosau ne riferisce nella sua Chronica Slavorum, redatta fra il 1163 ed il 1168. Anche gli Annali di Pöhlder, cronache del Convento di Pöhlder, situato nello Harz, scritti in lingua latina e risalenti alla seconda metà del XII secolo riportano l'avvenimento. 
Secondo queste fonti avrebbero perso la vita, in seguito a tale inondazione, circa 20.000 uomini e parecchie migliaia di capi di bestiame. Le coste dell'odierna Frisia orientale e dell'attuale circondario della Frisia, come anche quelle dello Zuiderzee, furono particolarmente colpite. 
La violenza delle acque marine creò un varco nella costa creando la prima parte della baia di Jade, ove attualmente sfocia l'omonimo fiume. La mareggiata di Santa Giuliana fu per secoli un punto temporale di riferimento nelle cronologie e il cronista premostratense Emo di Wittewierum, testimone oculare della successiva inondazione del 1219, conosciuta come prima inondazione di San Marcello, così chiamata poiché ebbe inizio il 16 gennaio, giorno in cui viene celebrato san Marcello papa, poté datarla esattamente a 55 anni da quella di santa Giuliana.